# Pat Crerand
Patrick Timothy "Pat" Crerand (n. 19 februarie 1939, Glasgow), cunoscut și ca Paddy Crerand, este un fost fotbalist scoțian, care a jucat la cluburile Celtic și Manchester United. De asemenea, el a jucat 16 meciuri pentru echipa națională de fotbal a Scoției.
După șase ani la Celtic F.C. (120 apariții, 5 goluri), a semnat cu Manchester United pe 6 februarie 1963, debutând într-un meci cu Blackpool. A fost un fotbalist care făcea tacklinguri decise, dar nu era cunoscut doar pentru tenacitatea sa, ci și pentru precizia paselor sale, care îi puneau în situații favorabile pe jucători ofensivi precum Bobby Charlton sau George Best. S-a spus despre Crerand că ar fi fost inima echipei.
A contribuit la titlurile câștigate de United în 1965 și 1967, trecându-și în palmares și Cupa FA (1963) și Cupa Campionilor Europeni (1968). S-a retras în 1972, după ce apăruse în 401 meciuri pentru Manchester United, marcând 19 goluri. 
A fost manager la Northampton Town în 1976-77, și a comentat meciuri ale lui United la radio în anii 1980 și la începutul anilor 1990. În prezent comentează meciuri ale echipei de seniori a lui United pentru MUTV, și este cunoscut și de fanii tineri pentru comentariile sale amuzante în favoarea Diavolilor Roșii. 
În 1995 Crerand l-a susținut pe Eric Cantona în urma loviturii de kung-fu aplicate de jucătorul francez fanului lui Crystal Palace Matthew Simons. Crerand este cunoscut pentru susținerea arătată mereu clubului din Old Trafford. 
Autobiografia lui Crerand, „Never Turn The Other Cheek” („Nu întoarce niciodată celălalt obraz”), scrisă în colaborare cu Andy Mitten, a fost publicată în septembrie 2007.

## Statistici carieră

### Internațional
| Natională | Sezon | Meciuri | Goluri |
| --------- | ----- | ------- | ------ |
| Scoția    | 1961  | 7       | 0      |
| Scoția    | 1962  | 4       | 0      |
| Scoția    | 1963  | 1       | 0      |
| Scoția    | 1964  | 0       | 0      |
| Scoția    | 1965  | 4       | 0      |
| Total     | Total | 16      | 0      |

## Palmares
Manchester United
- First Division: 1964–65, 1966–67
- FA Cup: 1962–63[3]
- European Cup: 1967–68[4]
- FA Charity Shield: 1965, 1967 [5]

Scoția
- British Home Championship: 1961–62[6]